# Striptease (pel·lícula)
Striptease és una pel·lícula estatunidenca dirigida per Andrew Bergman i estrenada el 1996. Està interpretada per Demi Moore, Armand Assante, Burt Reynolds i Robert Patrick. Ha estat doblada al català.

## Argument
Narra la història de Erin Grant (Demi Moore) que, després de perdre el seu treball i la custòdia de la seva filla, es veu obligada a treballar com a ballarina en un club de striptease per poder afrontar les elevades despeses econòmiques que li suposen lluitar judicialment per recuperar la seva custòdia. En el seu nou treball no triga a cridar l'atenció d'un congressista nord-americà, client habitual del local.

## Distribution
- Demi Moore: Erin Grant
- Burt Reynolds: el diputat David Dilbeck
- Armand Assante: el tinent Al Garcia
- Ving Rhames: Shad
- Robert Patrick: Darrell Grant
- Paul Guilfoyle: Malcolm Moldovsky
- Jerry Grayson: Orly
- Rumer Glenn Willis: Angela Grant
- Robert Stanton: Erb Crandal
- William Hill: Jerry Killian
- Stuart Pankin: Alan Mordecai
- Dina Spybey: Monique, Jr.
- PaSean Wilson: Sabrina Hepburn
- Pandora Peaks: Urbanna Sprawl
- Barbara Alyn Woods: Lorelei
- Kimberly Flynn: Ariel Sharon
- Rena Riffel: Tiffany
- Siobhan Fallon Hogan: Rita Grant
- Gary Basaraba: Alberto
- Matt Baron: Paul Guber

## PremisRazzie
La pel·lícula va suscitar gran expectació atès que pel seu paper, Demi Moore va cobrar dotze milions de dòlars, llavors xifra rècord per a una estrella femenina. Part de l'elevat sou es devia a les escenes de nu de l'actriu, que llavors era una de les més desitjades del món. Per oferir la seva imatge més seductora, Demi Moore es va operar els pits i va aprendre ball eròtic amb ballarines reals a les ciutats de Nova York, Los Angeles i Miami.
Malgrat les ambicioses perspectives, la pel·lícula va fracassar en les crítiques i va ser considerada com una de les pitjors pel·lícules dels anys noranta, i es va endur sis premis Razzies (els anti-Oscars), incloent pitjor pel·lícula, pitjor actriu (Demi Moore), pitjor guió i pitjor director.

## Crítica
- "En el seu moment, va ser triada pitjor pel·lícula de l'any. En realitat, l'assumpte és una mica més solemne: es tracta d'un sentit homenatge a la indústria de la silicona"[3]
- "Insofrible"[4]
- "Sens dubte, la pitjor pel·lícula que es va rodar aquest any (...) bodrio indigne (...) Morbositat i res més"[5]